# لورانس أوتس
كابتن لورانس إدوارد غريس «تيتوس» أوتس Lawrence Edward Grace "Titus" Oates (17 مارس 1880 – 17 مارس 1912) كان ضابطًا في الجيش البريطاني، وبعد ذلك أحد مستكشفي المنطقة القطبية الجنوبية (أنتاركتيكا)، وقد توفي خلال بعثة تيرا نوفا عندما كان يمشي من خيمته أثناء عاصفة ثلجية. ينظر إلى وفاته، التي وقعت في عيد ميلاده الثاني والثلاثين، على أنها تضحية بالنفس، عندما أدرك أن الغرغرينا بسبب قضمة الصقيع التي كان يعاني منها صارت تُقلل فرص رفاقه الثلاثة في البقاء على قيد الحياة، فاختار الموت لنفسه من أجل إعفائهم من عبء العناية به.

## النشأة
ولد أوتس في بوتني، ساري، في عام 1880، وهو الابن الأكبر لوليام إدوارد أوتس، وكارولين آني، ابنة جوشوا باكتون، من ويست ليا، مينوود، في مدينة ليدز. كانت عائلة أوتس غنية تنتمي إلى النبلاء، وكان لهم أرض في ديزبري وليدز منذ القرن السادس عشر. انتقل والده وليام أوتس بالأسرة إلى Gestingthorpe، إسيكس في عام 1891 بعد أن أصبح صاحب مانور في قاعة «أوفر» في Gestingthorpe. تزوجت أخته ليليان، التي تكبره بسنة، من الباريتون الأيرلندي والممثل فريدريك رانالو. كان عمه عالمًا في الطبيعة وهو المستكشف الأفريقي فرانك أوتس.
عاش أوتس في بوتني من عام 1885 حتى عام 1891. وكان واحدا من أول التلاميذ الذين التحقوا بمدرسة ويلينجتون القريبة. التحق أوتس بكلية إيتون (وكانت مدرسة داخلية) لكنه تركها بعد أقل من عامين بسبب اعتلال صحته. ثم التحق بجيش "كرامر"، في مدرسة جنوب لين، إيستبورن. وتوفي والده من حمى التيفوئيد في ماديرا في عام 1896.

## مهنته العسكرية
في عام 1898، جرى تكليف أوتس في الكتيبة الثالثة من فوج غرب يوركشاير. وشارك بالخدمة خلال حرب البوير الثانية حيث كان ضابطًا مبتدئً في 6th (Inniskilling) Dragoons بعد أن جرى نقله إلى فوج الفرسان برتبة ملازم ثان في مايو 1900. شارك أوتس في العمليات في جمهورية أفريقيا الجنوبية (ترانسفال)، وفي مستعمرة نهر أورانج، ومستعمرة كيب. وفي مارس 1901 أُصيب بطلق ناري حطم عظم الفخذ الأيسر، فصار أقصر من فخذه اليمين. وقد طُلب منه مرتين الاستسلام في تلك المشاركة، لكنه أجاب: «لقد جئنا للقتال، وليس للاستسلام.» وقد حصل على وسام فيكتوريا كروس لشجاعته.
جرى ترقيته إلى رتبة ملازم أول في عام 1902، وترك كيب تاون وسافر إلى إنجلترا بعد توقيع السلام في جنوب أفريقيا. وقد ورد ذِكره في مراسلات اللورد كيتشنر في 23 يونيو 1902. تمت ترقيته إلى كابتن في عام 1906، وخدم في كل من أيرلندا، ومصر، والهند. وغالبا ما يشار إليه بلقب «تيتوس أوتس»، نسبة إلى شخصية تاريخية.

## بعثة تيرا نوفا

### التحضير

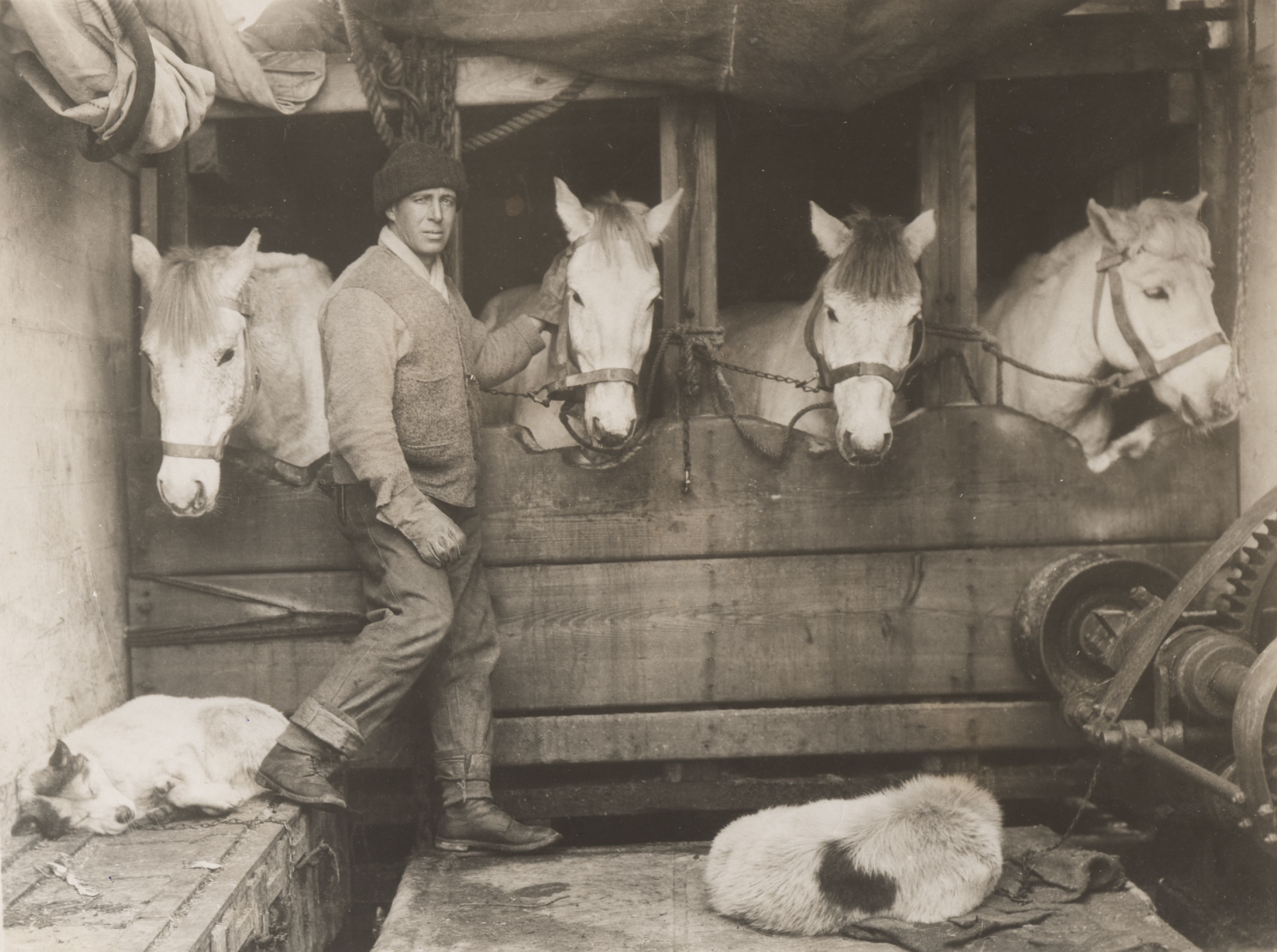
كانت مهمة أوتس الأساسية في الحملة هي تجهيز خيولها

في عام 1910، تقدم أوتس بطلب للانضمام مع روبرت فالكون سكوت في رحلته إلى القطب الجنوبي- المسماة بعثة تيرا نوفا- وقد جرى قبوله بشكل أساسي بسبب خبرته مع الخيول، وكذلك لقدرته على تقديم مساهمة مالية بقيمة 1,000 جنيه إسترليني لهذه الحملة. لُقِّب ب «الجندي» من قِبل زملائه أعضاء البعثة، وكان يقوم برعاية 19 من المهور التي كان روبرت سكوت ينوي استخدامها لنقل الزلاجات خلال مرحلة وضع مستودع الطعام الأولي خلال النصف الأول من الرحلة إلى القطب الجنوبي. وقع اختيار سكوت على أوتس في نهاية المطاف باعتباره واحدًا من خمسة رجال سيقومون بالسفر في المسافة النهائية إلى القطب.
اختلف أوتس مع سكوت عدة مرات حول قضايا إدارة البعثة. وأشار عضو البعثة فرانك ديبنهام إلى أن«طبيعتهم كانت متنافرة». عندما رأى أوتس لأول مرة المهور التي أحضرها سكوت في الرحلة الاستكشافية، شعر أوتس بالرعب من تلك الحيوانات الرخيصة، والتي قال إنها كبيرة السن جدا بالنسبة للوظيفة التي ستقوم بها وتلك «الحمولة البائسة من الفخار.» وقال في وقت لاحق: «إن جهل سكوت بالسير مع الحيوانات هائل.» وكتب أيضا في مذكراته «عن نفسي، أنا لا أحب سكوت بشكل كبير، وسوف أقلب كل شيء لولا أننا بعثة بريطانية ... وهو غير مستقيم، هو نفسه أولا، والباقي في أي مكان ...» ومع ذلك، كتب أيضا أن كلماته القاسية كانت في كثير من الأحيان نتاج الظروف الصعبة. وكتب أن سكوت، أقل قسوة، وقال إن أوتس «المتشائم القديم مبتهج»، مضيفا: «الجندي يأخذ نظرة قاتمة من كل شيء، ولكن زجدت أن هذا هو سمة له.»

### القطب الجنوبي
انطلق سكوت وأوتس و 14 آخرين، وهم أعضاء البعثة من معسكرهم في كيب إيفانز إلى القطب الجنوبي في 1 نوفمبر 1911. وساروا خلال عدة نقاط محددة مسبقا خلال رحلة طولها 895 ميل (1,440 كـم)، قام سكوت بإرسال أعضاء الدعم من البعثة مرة أخرى في فِرق. وفي 4 يناير 1912، وصل عند خط العرض 87° 32' جنوبًا، عند القطب القطبي فريق مكون من خمسة رجال فقط هم: سكوت، إدوارد ويلسون، هنري باورز، إدغار إيفانز وأوتس وبقوا للسير مسافة 167 ميل (269 كـم) المتبقية إلى القطب.
في 18 يناير 1912، بعد 79 يوما من بدء رحلتهم، وصلوا أخيرا إلى القطب - واكتشفوا خيمة المستكشف النرويجي رولد أموندسن وفريقه المكون من أربعة رجال. ووجدوا داخل الخيمة مذكرة من أموندسن تخبرهم أن فريقه قد وصل إلى القطب الجنوبي على 14 ديسمبر 1911، أي قبل فريق سكوت بـ 35 يومًا.

### العودة

واجه فريق سكوت ظروفا صعبة للغاية في رحلة العودة، ويرجع ذلك أساسا إلى الطقس السيئ بشكل استثنائي، وضعف الإمدادات الغذائية، والإصابات الناجمة عن السقوط، وإصابة البعض بالاسقربوط وقضمة الصقيع. وفي 17 فبراير 1912، بالقرب من سفح نهر بيردمور الجليدي Beardmore Glacier، مات إدغار إيفانز بسبب ضربة رأس تعرض لها في أيام الخريف في وقت سابق.
وفي 15 مارس، أخبر أوتس رفاقه أنه لا يستطيع المضي قدما واقترح عليهم تركه في كيس نومه، وهو ما رفضوا القيام به. تمكن من السير لبضعة أميال أخرى في ذلك اليوم ولكن حالته ساءت في تلك الليلة.

#### وفاته
وفقا لمذكرات سكوت في 16 أو 17 مارس (كان سكوت غير متأكد من التاريخ لكنه اعتقد أن 16 هو الصحيح)، خرج أوتس من الخيمة في اليوم السابق في جو وصلت درجة الحرارة فيه إلى −40 °ف (−40 °م) وسط عاصفة ثلجية حتى وفاته. كتب سكوت في مذكراته: «كنا نعرف أن أوتس كان يسير حتى وفاته، ولكن على الرغم من أننا حاولنا ثنيه، كنا نعرف أنه كان فعل رجل شجاع ورجل إنجليزي.» ووفقا لمذكرات سكوت، عندما غادر أوتس الخيمة قال: «أنا خارج لبعض الوقت.» لم يُشر إدوارد ويلسون، الذي كان حاضرا أيضا، إلى ذلك في مذكراته الخاصة أو الرسائل التي أرسلها إلى والدة أوتس.
واصل سكوت، وويلسون وباورز السير لحوالي 20 ميل (32 كـم) نحو مستودع الغذاء الذي يمكن أن ينقذهم ولكنهم توقفوا عند خط العرض 79° 40' جنوبًا بسبب عاصفة ثلجية. وفي 20 مارس كانوا محاصرين في خيمتهم ووصلوا لحالة من الضعف لم تمكنهم من مواصلة السير، وماتوا بعد تسعة أيام، على مسافة 11 ميل (18 كـم) من الهدف. تم اكتشاف جثثهم المجمدة من قِبل فريق بحث في 12 نوفمبر، ولم يتم العثور على جثة أوتس. وبالقرب من المكان الذي كان يفترض أنه مات فيه، أقام فريق البحث نُصب وكتبوا: «هنا توفي رجل شجاع جدا، الكابتن أوتس. في مارس 1912، عائدًا من القطب، سار عن طيب خاطر إلى وفاته في عاصفة ثلجية في محاولة لإنقاذ رفاقه من المصاعب.»

## في التراث

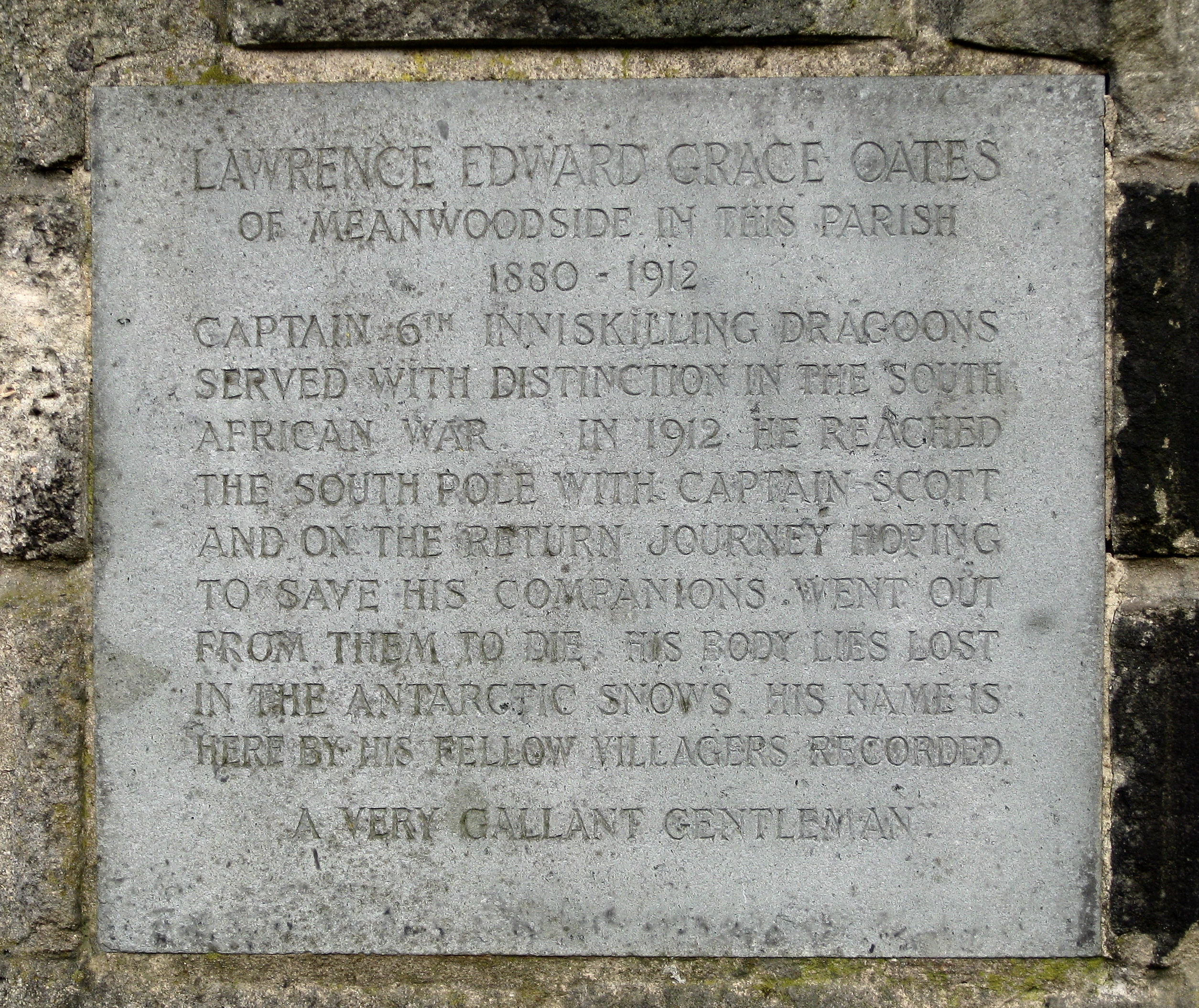
نصب تذكاري لأوتس، بالقرب من كنيسة الثالوث المقدس, Meanwood, Leeds

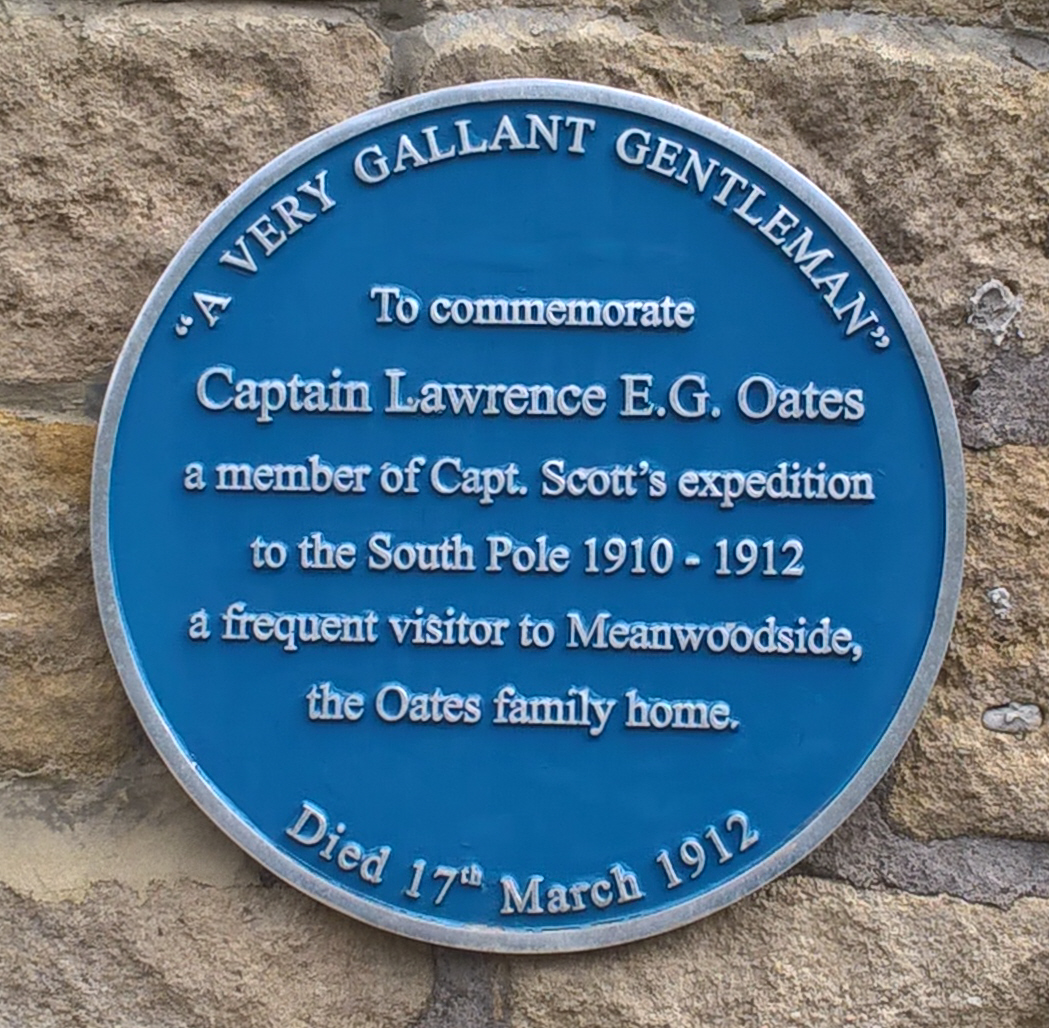
لوحة لورانس أوتس الزرقاء Meanwood

يُعد قيام أوتس بالتضحية بنفسه، هو واحد من أكثر الأمثلة التي لا تنسى من نوعها في التاريخ الحديث، وكثيرا ما يتم الاستشهاد بكلماته النهائية كمثال حقيقي على سمة الشعب البريطاني.
تم العثور على كيس النوم المصنوع من جلد الرنة الخاص بـ أوتس، ويجري عرضه الآن في متحف Scott Polar Research Institute في كامبريدج مع عناصر أخرى من البعثة.
جرى تجهيز متحف أوتس في منزل جيلبرت وايت، سيلبورن، هامبشاير، الذي يركز على حياة لورانس أوتس وعمه فرانك.
في 1913 أقام شقيقه لوحة تذكارية نحاسية له في كنيسة أبرشية القديسة ماري العذراء في Gestingthorpe، إسيكس، وكانت والدته كارولين تعتني بهذه اللوحة أسبوعيا حتى وفاتها. تقع تلك الكنيسة في الجهة المقابلة لمنزل عائلته.

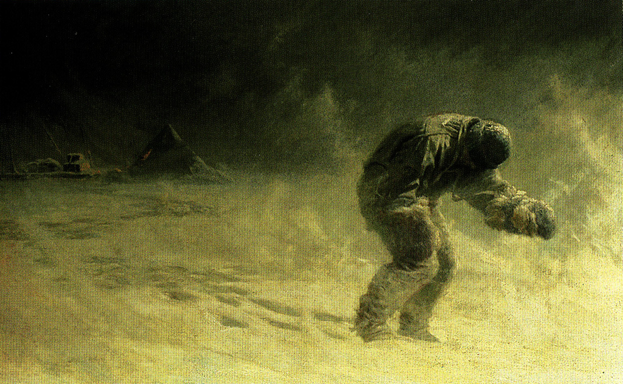
رجل شجاع جدا، لوحة لـ جون تشارلز دولمان (1913)

قام جون تشارلز دولمان برسم لوحة تُصور أوتس عندما ترك الخيمة، وأسماها «رجل شجاع جدا»، وهي معلقة في نادي الفرسان في لندن. عُرضت في الأكاديمية الملكية في عام 1914. ويوجد رسم تحضيري لها في معهد سكوت بولار البحثي، في جامعة كامبريدج، بعد أن جرى بيعها من قِبل كريستي، نيابة عن مالك خاص، مقابل 40,000 جنيه إسترليني في 2014.
في مايو 1914 وُضِع نصب تذكاري لأوتس في دير مكتبة المدرسة التي بنيت حديثاً في كلية إيتون، والتي هي نفسها جزء من المباني التذكارية عن حرب البوير. نفّذت النصب كاثلين سكوت، أرملة قائد البعثة.
وهناك مدرسة في Meanwood، ليدز (مغلقة منذ 1992)، سميت باسمه. في الذكرى الـ 100 لوفاته، كُشِف عن لوحة زرقاء على شرفه في Meanwood Park، ليدز.
في 17 مارس 2007 كشفت جمعية بوتني النقاب عن لوحة زرقاء في موقع المنزل الذي عاش فيه طفولته في 263 شارع ريتشموند، بوتني، لندن. والعنوان الحالي هو 307 شارع ريتشموند.

## في وسائل الإعلام
- كتب مايكل سميث سيرة ذاتية بعنوان أنا ذاهب إلى الخارج: الكابتن أوتس - مأساة أنتاركتيكا، (Spellmount Publishers 2002) ذكر فيها أن أوتس البالغ من العمر 20 عاما أنجب ابنة نتيجة علاقة قصيرة مع فتاة اسكتلندية تبلغ من العمر 11 عاما تدعى إيتي ماكيندريك.[29][30]
- وفي رواية للكاتبة بريندا كلوف نُشرت في 2001 بصورة رواية خيال علمي بعنوان «ربما وقت ما»، نقلت أوتس إلى عام 2045، حيث يتم شفاؤه عن طريق الطب المتقدم. شكلت هذه الرواية الأساس لروايتها اللاحقة «مراجعة العالم»، والتي تركز أيضا على أوتس.[31]
- يحكي جيرالدين ماكوغران في كتابه المنشور في 2005 بعنوان «الظلام الأبيض»، عن فتاة في سن المراهقة، لديها هاجس الكابتن تيتوس أوتس، حتى أنها تخلق صديقا وهميا له.
- ذكر فرانك كابرا في فيلمه Dirigible الذي يُصور بعثة أمريكية لاستكشاف القطب الجنوبي في 1930s، شخصية خيالية -لعب دورها روسكو كارنز- حيث تواجه تلك الشخصية إصابات مماثلة لتلك التي واجهها أوتس في الحياة الحقيقية، ويختار التضحية بنفسه بطريقة مستوحاة بوضوح من ظروف موت أوتس.